# Henri II de Champagne
Pour les articles homonymes, voir Henri et Henri II.
Henri de Champagne (29 juillet 1166-10 septembre 1197), comte palatin de Champagne (Henri II 1181-1197) et roi de Jérusalem j.u. (Henri Ier 1192-1197), est un fils d'Henri Ier, comte de Champagne et de Marie de France.

## Biographie

### Comte de Champagne

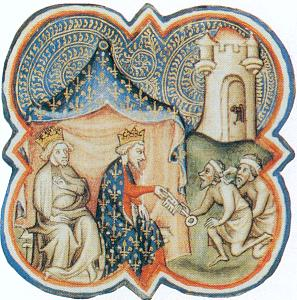
Reddition de Saint-Jean-d'Acre.

En 1181, il succède à son père à la tête des comtés de Troyes et de Meaux dont l'union forme le comté de Champagne depuis 1125. En 1183, il s'allie avec le comte de Flandre Philippe d'Alsace contre le roi de France Philippe Auguste. Cette coalition, menée par Philippe d'Alsace et regroupant Henri II et sa grand-tante, la reine Adèle de Champagne, Hugues III de Bourgogne et Baudouin V de Hainaut (beau-père de Philippe Auguste), engage des hostilités contre le roi de France. Ce dernier réagit avec beaucoup de vigueur et oblige les coalisés à déposer les armes.
Ayant participé à l'assemblée de Vézelay en juillet 1190 en faveur de la troisième croisade, il décide de se croiser. Dans son testament, il déclare que s'il ne revient pas de Terre sainte, le comté de Champagne reviendra à son frère Thibaut III,. Il débarque en avant-garde devant Saint-Jean-d'Acre le 27 juillet 1190 et rejoint les forces qui assiègent la ville. Ses deux oncles Philippe Auguste et Richard Cœur de Lion (sa mère est en effet fille de Louis VII de France et d'Aliénor d'Aquitaine, donc sœur de Philippe par son père et de Richard par sa mère) rejoignent le siège respectivement le 20 avril et le 7 juin 1191. Après la prise de la ville, Philippe Auguste repart en France, et Henri de Champagne reste en Terre Sainte où il participe à la bataille d’Arsouf (7 septembre 1191).

### Roi de Jérusalem
À la mort de Conrad de Montferrat, assassiné le 28 avril 1192, les barons du royaume le choisirent comme roi et lui firent épouser le 5 mai 1192 la veuve de Conrad, Isabelle de Jérusalem de la maison d'Anjou, qui était encore enceinte de Conrad de Montferrat. Ce choix met fin à la rivalité entre les partisans capétiens et plantagenêts, les premiers partisans de Conrad de Montferrat, les seconds de Guy de Lusignan. Ce dernier reçoit l’île de Chypre à titre de compensation de la perte du royaume de Jérusalem. Une expédition se prépare en direction de Jérusalem pour reprendre la ville, quand Richard apprend que son frère Jean sans Terre se révolte ; il doit alors quitter la Terre sainte pour rentrer en Angleterre, après avoir négocié le 2 septembre 1192 un accord avec Saladin pour garantir le libre accès des pèlerins dans la ville Sainte.
La première tâche d’Henri de Champagne est de raffermir le pouvoir royal. Guy de Lusignan et les Pisans tentent de s’emparer de Saint-Jean-d’Acre mais échouent, et Henri chasse les Pisans de la ville. Jugeant le connétable Amaury de Lusignan trop lié à son frère Guy, Henri lui ordonne de laisser sa charge et de rejoindre Chypre. À la mort du patriarche de Jérusalem, les chanoines du Saint-Sépulcre choisissent son successeur sans consulter le roi, alléguant qu’il n’a pas été régulièrement sacré à Jérusalem. Henri les fait arrêter, mais doit les relâcher et reconnaître l’élection.
En 1195, il intervient avec succès dans les affaires d’Antioche. Le prince d’Arménie Léon II avait capturé par surprise le prince Bohémond III d'Antioche et ne voulait le relâcher que contre la cession d’Antioche ; ce que refusait la noblesse, le clergé et le peuple d’Antioche. Henri parvient à réconcilier les deux ennemis et à négocier le mariage de Raymond IV d'Antioche et d’Alix d’Arménie. Il fait ensuite alliance avec les Ismaéliens nizârites contre les Ayyoubides, puis se réconcilie avec le royaume de Chypre, dont le roi est maintenant Amaury II de Lusignan.
En 1197, l’empereur germanique Henri VI décide de combattre en Terre Sainte, espérant reprendre Jérusalem à la faveur des luttes de succession qui déchirent l’empire ayyoubide après la mort de Saladin. Des premiers contingents allemands débarquent à Acre au mois d’août 1197 ; mais sans encadrement ils sèment le trouble dans la ville. Ils se lancent en Galilée mais, mal préparés, échappent de peu au désastre. Pendant ce temps le sultan d’Égypte, Malik Al-Adel, assiège et prend Jaffa. Le 10 septembre, Henri de Champagne organise l’envoi d’une armée de secours, lorsqu’il tombe accidentellement d’une fenêtre de son palais à Saint-Jean-d'Acre et meurt.

## Parenté avec les rois de France et d'Angleterre
| Henri II Plantagenêt (1133 † 1189) roi d'Angleterre | Henri II Plantagenêt (1133 † 1189) roi d'Angleterre | Henri II Plantagenêt (1133 † 1189) roi d'Angleterre | Henri II Plantagenêt (1133 † 1189) roi d'Angleterre | Henri II Plantagenêt (1133 † 1189) roi d'Angleterre | Henri II Plantagenêt (1133 † 1189) roi d'Angleterre |                                                     |                                                     |                                                     |                                                     |                                                            |                                                            | Aliénor d'Aquitaine (1124 † 1204) duchesse d'Aquitaine     | Aliénor d'Aquitaine (1124 † 1204) duchesse d'Aquitaine     | Aliénor d'Aquitaine (1124 † 1204) duchesse d'Aquitaine     | Aliénor d'Aquitaine (1124 † 1204) duchesse d'Aquitaine     | Aliénor d'Aquitaine (1124 † 1204) duchesse d'Aquitaine | Aliénor d'Aquitaine (1124 † 1204) duchesse d'Aquitaine |                                                              |                                                              |                                                              |                                                              |                                                              |                                                              | Louis VII (1120 † 1180) roi de France                      | Louis VII (1120 † 1180) roi de France                      | Louis VII (1120 † 1180) roi de France                      | Louis VII (1120 † 1180) roi de France                      | Louis VII (1120 † 1180) roi de France | Louis VII (1120 † 1180) roi de France |                                                 |                                                 |                                                 |                                                 |                                                 |                                                 | Adèle de Champagne (1140 † 1206)     | Adèle de Champagne (1140 † 1206)     | Adèle de Champagne (1140 † 1206)     | Adèle de Champagne (1140 † 1206)     | Adèle de Champagne (1140 † 1206)  | Adèle de Champagne (1140 † 1206)  |                                   |                                   |  |  |  |  |  |  |  |  |  |  |  |  |  |  |  |  |  |  |
| Henri II Plantagenêt (1133 † 1189) roi d'Angleterre | Henri II Plantagenêt (1133 † 1189) roi d'Angleterre | Henri II Plantagenêt (1133 † 1189) roi d'Angleterre | Henri II Plantagenêt (1133 † 1189) roi d'Angleterre | Henri II Plantagenêt (1133 † 1189) roi d'Angleterre | Henri II Plantagenêt (1133 † 1189) roi d'Angleterre |                                                     |                                                     |                                                     |                                                     |                                                            |                                                            | Aliénor d'Aquitaine (1124 † 1204) duchesse d'Aquitaine     | Aliénor d'Aquitaine (1124 † 1204) duchesse d'Aquitaine     | Aliénor d'Aquitaine (1124 † 1204) duchesse d'Aquitaine     | Aliénor d'Aquitaine (1124 † 1204) duchesse d'Aquitaine     | Aliénor d'Aquitaine (1124 † 1204) duchesse d'Aquitaine | Aliénor d'Aquitaine (1124 † 1204) duchesse d'Aquitaine |                                                              |                                                              |                                                              |                                                              |                                                              |                                                              | Louis VII (1120 † 1180) roi de France                      | Louis VII (1120 † 1180) roi de France                      | Louis VII (1120 † 1180) roi de France                      | Louis VII (1120 † 1180) roi de France                      | Louis VII (1120 † 1180) roi de France | Louis VII (1120 † 1180) roi de France |                                                 |                                                 |                                                 |                                                 |                                                 |                                                 | Adèle de Champagne (1140 † 1206)     | Adèle de Champagne (1140 † 1206)     | Adèle de Champagne (1140 † 1206)     | Adèle de Champagne (1140 † 1206)     | Adèle de Champagne (1140 † 1206)  | Adèle de Champagne (1140 † 1206)  |                                   |                                   |  |  |  |  |  |  |  |  |  |  |  |  |  |  |  |  |  |  |
|                                                     |                                                     |                                                     |                                                     |                                                     |                                                     |                                                     |                                                     |                                                     |                                                     |                                                            |                                                            |                                                            |                                                            |                                                            |                                                            |                                                        |                                                        |                                                              |                                                              |                                                              |                                                              |                                                              |                                                              |                                                            |                                                            |                                                            |                                                            |                                       |                                       |                                                 |                                                 |                                                 |                                                 |                                                 |                                                 |                                      |                                      |                                      |                                      |                                   |                                   |                                   |                                   |  |  |  |  |  |  |  |  |  |  |  |  |  |  |  |  |  |  |
|                                                     |                                                     |                                                     |                                                     |                                                     |                                                     | Richard Cœur de Lion (1157 † 1199) roi d'Angleterre | Richard Cœur de Lion (1157 † 1199) roi d'Angleterre | Richard Cœur de Lion (1157 † 1199) roi d'Angleterre | Richard Cœur de Lion (1157 † 1199) roi d'Angleterre | Richard Cœur de Lion (1157 † 1199) roi d'Angleterre        | Richard Cœur de Lion (1157 † 1199) roi d'Angleterre        |                                                            |                                                            |                                                            |                                                            |                                                        |                                                        | Marie de France (1145 † 1198) x Henri Ier comte de Champagne | Marie de France (1145 † 1198) x Henri Ier comte de Champagne | Marie de France (1145 † 1198) x Henri Ier comte de Champagne | Marie de France (1145 † 1198) x Henri Ier comte de Champagne | Marie de France (1145 † 1198) x Henri Ier comte de Champagne | Marie de France (1145 † 1198) x Henri Ier comte de Champagne |                                                            |                                                            |                                                            |                                                            |                                       |                                       | Philippe II Auguste (1165 † 1223) roi de France | Philippe II Auguste (1165 † 1223) roi de France | Philippe II Auguste (1165 † 1223) roi de France | Philippe II Auguste (1165 † 1223) roi de France | Philippe II Auguste (1165 † 1223) roi de France | Philippe II Auguste (1165 † 1223) roi de France |                                      |                                      |                                      |                                      |                                   |                                   |                                   |                                   |  |  |  |  |  |  |  |  |  |  |  |  |  |  |  |  |  |  |
|                                                     |                                                     |                                                     |                                                     |                                                     |                                                     | Richard Cœur de Lion (1157 † 1199) roi d'Angleterre | Richard Cœur de Lion (1157 † 1199) roi d'Angleterre | Richard Cœur de Lion (1157 † 1199) roi d'Angleterre | Richard Cœur de Lion (1157 † 1199) roi d'Angleterre | Richard Cœur de Lion (1157 † 1199) roi d'Angleterre        | Richard Cœur de Lion (1157 † 1199) roi d'Angleterre        |                                                            |                                                            |                                                            |                                                            |                                                        |                                                        | Marie de France (1145 † 1198) x Henri Ier comte de Champagne | Marie de France (1145 † 1198) x Henri Ier comte de Champagne | Marie de France (1145 † 1198) x Henri Ier comte de Champagne | Marie de France (1145 † 1198) x Henri Ier comte de Champagne | Marie de France (1145 † 1198) x Henri Ier comte de Champagne | Marie de France (1145 † 1198) x Henri Ier comte de Champagne |                                                            |                                                            |                                                            |                                                            |                                       |                                       | Philippe II Auguste (1165 † 1223) roi de France | Philippe II Auguste (1165 † 1223) roi de France | Philippe II Auguste (1165 † 1223) roi de France | Philippe II Auguste (1165 † 1223) roi de France | Philippe II Auguste (1165 † 1223) roi de France | Philippe II Auguste (1165 † 1223) roi de France |                                      |                                      |                                      |                                      |                                   |                                   |                                   |                                   |  |  |  |  |  |  |  |  |  |  |  |  |  |  |  |  |  |  |
|                                                     |                                                     |                                                     |                                                     |                                                     |                                                     |                                                     |                                                     |                                                     |                                                     |                                                            |                                                            |                                                            |                                                            |                                                            |                                                            |                                                        |                                                        |                                                              |                                                              |                                                              |                                                              |                                                              |                                                              |                                                            |                                                            |                                                            |                                                            |                                       |                                       |                                                 |                                                 |                                                 |                                                 |                                                 |                                                 |                                      |                                      |                                      |                                      |                                   |                                   |                                   |                                   |  |  |  |  |  |  |  |  |  |  |  |  |  |  |  |  |  |  |
|                                                     |                                                     |                                                     |                                                     |                                                     |                                                     |                                                     |                                                     |                                                     |                                                     | Henri II (1166 † 1197) comte de Champagne roi de Jérusalem | Henri II (1166 † 1197) comte de Champagne roi de Jérusalem | Henri II (1166 † 1197) comte de Champagne roi de Jérusalem | Henri II (1166 † 1197) comte de Champagne roi de Jérusalem | Henri II (1166 † 1197) comte de Champagne roi de Jérusalem | Henri II (1166 † 1197) comte de Champagne roi de Jérusalem |                                                        |                                                        |                                                              |                                                              |                                                              |                                                              | Thibaut III (1179 † 1201) comte de Champagne                 | Thibaut III (1179 † 1201) comte de Champagne                 | Thibaut III (1179 † 1201) comte de Champagne               | Thibaut III (1179 † 1201) comte de Champagne               | Thibaut III (1179 † 1201) comte de Champagne               | Thibaut III (1179 † 1201) comte de Champagne               |                                       |                                       | Louis VIII le Lion (1187 † 1226) roi de France  | Louis VIII le Lion (1187 † 1226) roi de France  | Louis VIII le Lion (1187 † 1226) roi de France  | Louis VIII le Lion (1187 † 1226) roi de France  | Louis VIII le Lion (1187 † 1226) roi de France  | Louis VIII le Lion (1187 † 1226) roi de France  |                                      |                                      | Blanche de Castille (1188 † 1252)    | Blanche de Castille (1188 † 1252)    | Blanche de Castille (1188 † 1252) | Blanche de Castille (1188 † 1252) | Blanche de Castille (1188 † 1252) | Blanche de Castille (1188 † 1252) |  |  |  |  |  |  |  |  |  |  |  |  |  |  |  |  |  |  |
|                                                     |                                                     |                                                     |                                                     |                                                     |                                                     |                                                     |                                                     |                                                     |                                                     | Henri II (1166 † 1197) comte de Champagne roi de Jérusalem | Henri II (1166 † 1197) comte de Champagne roi de Jérusalem | Henri II (1166 † 1197) comte de Champagne roi de Jérusalem | Henri II (1166 † 1197) comte de Champagne roi de Jérusalem | Henri II (1166 † 1197) comte de Champagne roi de Jérusalem | Henri II (1166 † 1197) comte de Champagne roi de Jérusalem |                                                        |                                                        |                                                              |                                                              |                                                              |                                                              | Thibaut III (1179 † 1201) comte de Champagne                 | Thibaut III (1179 † 1201) comte de Champagne                 | Thibaut III (1179 † 1201) comte de Champagne               | Thibaut III (1179 † 1201) comte de Champagne               | Thibaut III (1179 † 1201) comte de Champagne               | Thibaut III (1179 † 1201) comte de Champagne               |                                       |                                       | Louis VIII le Lion (1187 † 1226) roi de France  | Louis VIII le Lion (1187 † 1226) roi de France  | Louis VIII le Lion (1187 † 1226) roi de France  | Louis VIII le Lion (1187 † 1226) roi de France  | Louis VIII le Lion (1187 † 1226) roi de France  | Louis VIII le Lion (1187 † 1226) roi de France  |                                      |                                      | Blanche de Castille (1188 † 1252)    | Blanche de Castille (1188 † 1252)    | Blanche de Castille (1188 † 1252) | Blanche de Castille (1188 † 1252) | Blanche de Castille (1188 † 1252) | Blanche de Castille (1188 † 1252) |  |  |  |  |  |  |  |  |  |  |  |  |  |  |  |  |  |  |
|                                                     |                                                     |                                                     |                                                     |                                                     |                                                     |                                                     |                                                     |                                                     |                                                     |                                                            |                                                            |                                                            |                                                            |                                                            |                                                            |                                                        |                                                        |                                                              |                                                              |                                                              |                                                              |                                                              |                                                              |                                                            |                                                            |                                                            |                                                            |                                       |                                       |                                                 |                                                 |                                                 |                                                 |                                                 |                                                 |                                      |                                      |                                      |                                      |                                   |                                   |                                   |                                   |  |  |  |  |  |  |  |  |  |  |  |  |  |  |  |  |  |  |
|                                                     |                                                     |                                                     |                                                     |                                                     |                                                     |                                                     |                                                     |                                                     |                                                     |                                                            |                                                            |                                                            |                                                            |                                                            |                                                            |                                                        |                                                        |                                                              |                                                              |                                                              |                                                              |                                                              |                                                              |                                                            |                                                            |                                                            |                                                            |                                       |                                       |                                                 |                                                 |                                                 |                                                 |                                                 |                                                 |                                      |                                      |                                      |                                      |                                   |                                   |                                   |                                   |  |  |  |  |  |  |  |  |  |  |  |  |  |  |  |  |  |  |
|                                                     |                                                     |                                                     |                                                     |                                                     |                                                     | Alix de Champagne († 1247)                          | Alix de Champagne († 1247)                          | Alix de Champagne († 1247)                          | Alix de Champagne († 1247)                          | Alix de Champagne († 1247)                                 | Alix de Champagne († 1247)                                 |                                                            |                                                            | Philippa de Champagne († 1250) x Érard de Brienne          | Philippa de Champagne († 1250) x Érard de Brienne          | Philippa de Champagne († 1250) x Érard de Brienne      | Philippa de Champagne († 1250) x Érard de Brienne      | Philippa de Champagne († 1250) x Érard de Brienne            | Philippa de Champagne († 1250) x Érard de Brienne            |                                                              |                                                              | Thibaut IV (1201 † 1253) comte de Champagne roi de Navarre   | Thibaut IV (1201 † 1253) comte de Champagne roi de Navarre   | Thibaut IV (1201 † 1253) comte de Champagne roi de Navarre | Thibaut IV (1201 † 1253) comte de Champagne roi de Navarre | Thibaut IV (1201 † 1253) comte de Champagne roi de Navarre | Thibaut IV (1201 † 1253) comte de Champagne roi de Navarre |                                       |                                       |                                                 |                                                 |                                                 |                                                 | Louis IX (1214 † 1270) roi de France            | Louis IX (1214 † 1270) roi de France            | Louis IX (1214 † 1270) roi de France | Louis IX (1214 † 1270) roi de France | Louis IX (1214 † 1270) roi de France | Louis IX (1214 † 1270) roi de France |                                   |                                   |                                   |                                   |  |  |  |  |  |  |  |  |  |  |  |  |  |  |  |  |  |  |

## Mariage et enfants

Les états latins d'Orient en 1197.

Marié le 5 mai 1192 avec Isabelle de Jérusalem, fille d'Amaury Ier, roi de Jérusalem, et de Marie Comnène, il laisse trois filles :
- Marie, née vers 1193 et morte avant 1205 ;
- Alix de Champagne (vers 1195 † 1247), qui épousera successivement Hugues Ier de Lusignan roi de Chypre, Bohémond V, prince d'Antioche et Raoul de Soissons ;
- Philippa de Champagne (vers 1196 † 20 décembre 1250) qui épousera en 1215 Érard de Brienne, seigneur de Ramerupt et de Venizy.